# Lanciego
Lanciego en espagnol ou Lantziego en basque est une commune d'Alava, dans la communauté autonome du Pays basque en Espagne.

## Hameaux
La commune comprend les hameaux suivants :
- Asa (Assa en basque) ;
- Binasperi (Viñaspre en espagnol) ;
- Lanciego (Lantziego en basque), chef-lieu de la commune.